# Теси
„Теси“ ООД е българско предприятие за производство на битови електроуреди със седалище в Шумен, част от групата на „Фикосота Холдинг“.
Компанията е създадена през 1992 година като „Термосистемс“ ООД от братята Жечко и Красен Кюркчиеви. По-късно, като част от „Фикосота Холдинг“, променя името си на „Фикососта“ ООД, а през 2007 година приема името на най-продаваната си търговска марка TESY. Към 2023 година компанията произвежда своята продукция – главно електрически бойлери (включително високообемни бойлери, бойлери с индиректно нагряване, термопомпени (термодинамични) бойлери) и отоплителни уреди за дома – в 5 завода (3 в Шумен и 2 в Смядово).

## Управление на ТЕСИ ООД
- Жечко Кюркчиев – съсновател и управител
- Цветомир Цанков – Главен оперативен директор „Производство“
- Емануил Тотев – Главен търговски директор
- Таня Кюркчиева – Главен директор „Бизнес стратегии“
- Александър Теодосиев – Главен финансов директор
- Таня Пейчинова – Главен директор „Човешки ресурси“
- Ивайло Рачев – Старши директор „Продажби“

## История, продуктово развитие и иновации
- 1993: Основаване на компанията „Термосистемс“ (по-късно приема името ТЕСИ) за индустриално производство на отоплителни уреди за бита
- 1994: Регистрация на търговската марка TESY (ТЕрмо СИстемс). Компанията закупува и инсталира първата си индустриална производствена мощност за алуминиеви радиатори за сгради с централно отопление
- 1995: Инвестиция в първата производствена линия за производство на маслени радиатори.
- 1996: Придобиване чрез приватизация на завода за маслени радиатори „Устрем“ в Смядово
- 1997: Старт на производството на електрически бойлери. Компанията участва на търговското изложение в Кьолн (Германия), където демонстрира своите маслени радиатори и започва експортната си дейност. Откриват се първите представителства в чужбина (в Москва и Киев)
- 1998: Започват търговски отношения с контрагенти в Хонконг, първият пазар на предприятието в Азия
- 1999: Откриване на нови пазари в Европа и Африка: Ирландия, Полша, Литва, Латвия, Румъния, Босна и Херцеговина, Тайван, Либия и други
- 2001: Инсталиране на първата автоматизирана заваръчна линия за производство на водосъдържатели за електрически бойлери
- 2002: Въвеждане в производство на линия за почистване, нанасяне и изпичане на стъклокерамично покритие за водосъдържатели Crystaltech. Регистриране на първи собствен патент: специфична форма на конструкцията на масления радиатор (2002 г. за LA и 2008 г. за СС)
- 2004: Начало на продажби в Южна Америка – Аржентина
- 2005: Въвеждане в производство на линия за плазмено заваряване на водосъдържателите
- 2006: Начало на производство на компактни бойлери
- 2007: Начало на производството на първи конвектор
- 2009: Начало на производството на бойлери с индиректно загряване
- 2013: Въвеждане на технологията Insutech, която елиминира термомоста при електрическите бойлери. Начало на произвоство на струйник Piston по собствен патент,[2] който подобрява производителността на бойлерите, като забавя смесването на студената вода и дава възможност за доставяне на повече топла вода от реалния обем на бойлера.
- 2014: Първи конвектор с Wi-Fi интернет свързаност и облачно управление през мобилно приложение – tesyCloud
- 2016: Инвестиция от 15 милиона лева в изграждането на нов завод[3][4] – производственият капацитет е увеличен на 1 200 000 бойлера годишно. „Теси“ се превръща в най-големия български производител на електроуреди за бита с общ производствен капацитет от 1 550 000 уреда годишно.
- 2017: Начало на производството на бойлер Modeco – първият модел на компанията с Wi-Fi технология[5][6]
- 2019: Първи плосък електрически бойлер с два водосъдържателя: Bellislimo
- 2020: Начало на производството на първите термопомпени бойлери – AquaThermica
- 2021: Производство на първите конвектори с патентованата технология AirSafe[7] и създаване на 4-то поколение струйник Piston за хоризонтални бойлери
- 2023: Първи термопомпен бойлер за стенен монтаж – AquaThermica Compact и първа термопомпа за отопление, охлаждане и битова гореща вода
- 2023 – Компанията стартира строителството на нов завод за производство на термопомпи и термодинамични бойлери.

## Продукти произвеждани от ТЕСИ ООД

### Електрически бойлери
Към юли 2024, ТЕСИ ООД произвежда и предлага в над 65 държави над 500 модела вертикални и хоризонтални електрически бойлери от 30 до 150 литра и компактни бойлери за монтаж под и над мивка с обеми от 5 до 30 литра.

### Бойлери с индиректно загряване с топлообменник
Високообмени бойлери с индиректно загряване и буферни съдове от 160 до 2000 литра за битова гореща вода за работа с високо температурни източници като газови котли или нискотемпературни като термопомпени или соларни системи.

### Конвектори и маслени радиатори
Теси произвежда 66 продукта за отопление на дома като конвектори и маслени радиатори. Най-новите разработки на компанията включват производството на конвектор със стъклен преден панел, конвектори с патентована AirSafe функция за пречистване на въздуха и конвектори с WiFi интернет управление.

### Термопомпени решения
Нова, основна линия в портфолиото от продукти на Теси ООД е производството на икономични и нискоемисионни подовостоящи и стенни термодинамични бойлери, обединени под името Aquathermica.

## Членство в международни организации
- EHPA - Европейска асоциация за термопомпи; EHPA има за цел да осигури технически и икономически принос на европейските, националните и местните власти по законодателни, регулаторни и енергийно ефективни въпроси свързани с внедряването на термопомпената технология.